# Solomon Berson
Pour les articles homonymes, voir Berson (homonymie).
Solomon Aaron Berson, né le 22 avril 1918 à New York (États-Unis) et mort le 11 avril 1972 à Atlantic City (États-Unis), est un physicien, médecin et scientifique américain dont les découvertes, principalement en collaboration avec Rosalyn Yalow, ont provoqué des avancées majeures en biochimie clinique,.